# وون می کیونگ
وون می کیونگ (کره‌ای: 원미경؛ زادهٔ ۲۴ آوریل ۱۹۶۰) بازیگر اهل کره جنوبی است. او متولد چونچون، استان گانگوون، کره جنوبی است. او از دبیرستان دخترانهٔ سئول فارغ‌التحصیل شده‌است. او به عنوان یکی از اعضای «ترویکای دههٔ ۱۹۸۰» در کنار لی می سوک و لی بو هی به‌شمار می‌آید، کسانی که بر صفحهٔ نمایش آن دوران تسلط داشتند. پس از اینکه وون می-کیونگ برندهٔ عنوان میس لوته در سال ۱۹۷۸ شد، او حرفهٔ بازیگری خود را به عنوان بازیگر تلویزیونی در تی‌بی‌سی آغاز کرد.